# Maska
 Ovo je glavno značenje pojma Maska. Za druga značenja pogledajte Maska (razdvojba).
Maska (njemački preko latinskog mascus, masca = duh) ili krinka, obrazina, krabulja je prekrivalo lica, glave ili cijeloga tijela; isprva u uporabi u lovačkom kultu drevnih društava (i kao kamuflaža); također kao zaštita pri kultnom susretu s božanstvom (radi obreda obrezivanja ili plodnosti) i za prikazivanje božanstava. Kod brojnih neeuropskih društava s jednostavnom tehnologijom kao i u europskim narodnim običajima česte su u tzv. Muškim savezima („tajna društva“).

## Uporaba
Običaji s maskama česti su u prijelaznom vremenu (zima, proljeće); nekoć s magijskom svrhom, danas pretežno s društveno-kritičkom ili zabavnom namjenom u karnevalskim ophodima. Sakralnog su podrijetla također u starogrčkom i japanskom kazalištu, no i u commediji dell'arte. U suvremenom kazalištu izražajno glumačko, te stilsko sredstvo.
U hrvatskom folkloru (poklade), maske su prikladne (groteskne) obrazine, kao sastavnica cijeloga prerušenog lika ili kao samostalni rekvizit nošen u rukama; najčešće u ljudskom ili životinjskom obliku od drva, kože, tkanine, krzna, papira, slame i sl.; ali i u starim obredima za poticanje vegetacije (zeleni Juraj, dodole) kao jednokratne maske ispletene u obliku koža od grančica.

## Galerija
- Neolitska kamena obredna maska iz oko 7,000 pr. Kr.; vjerojatno najstarija maska na svijetu. Musée de la bible et Terre Sainte, Pariz.
- Drvena Beti-Pahuin maska plemena Fang iz Gabona (19. st.), koja se koristila za ceremoniju ngil, potragu za vradžbinama.
- Aztečka maska od žada kralja Xiuhtecuhtlija iz oko 1500. god.
- Koreanske šamanske folklorne maske.
- Posmrtna maska Abrahama Lincolna.
- Maskirani dječak za Noć vještica u SAD-u 1979. god.

## Poveznice
- Maska (1994), film s Jimom Carreyjem u glavnoj ulozi

## Vanjske poveznice
- Tajne maski  Arhivirana inačica izvorne stranice od 24. rujna 2010. (Wayback Machine) (engl.)